# Christian Zwilling
Christian Zwilling (* 1738 in Kreuznach; † 1. August 1800 in Homburg) war ein deutscher evangelischer Theologe, Prediger und Pfarrer.

## Leben
Johann Nikolaus Zwillings Sohn ging auf das Reformierte Gymnasium in seiner Heimatstadt. Danach studierte er in Heidelberg und in Franeker Philosophie und Theologie. Von 1761 bis 1771 arbeitete er als Hauslehrer in den Städten Pirmasens, Neuchâtel und Frankfurt am Main. Als Nächstes, von 1771 bis 1775, wirkte er als Prediger der holländischen Gesandtschaft in Hamburg. In seinen letzten fünf Lebensjahren war Christian Zwilling ein Hofprediger und Pfarrer in Homburg. 1777 wurde er zum Konsistorialrat ernannt. Er war auch ein Mitglied der Patriotischen Gesellschaft.

## Schriften
- Unterricht in der Christlichen Lehre nebst einigen Gebeten für Kinder. Brönner, Frankfurt am Main u. a. 1786, (Digitalisat).